# Sandy Woodward

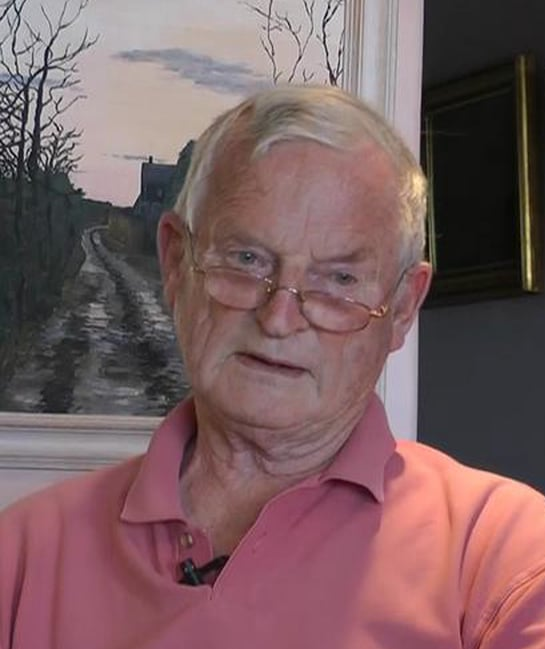
Sandy Woodward (2012)

Sir John Forster „Sandy“ Woodward, GBE, KCB (* 1. Mai 1932 in Penzance, Cornwall; † 4. August 2013 in Bosham, West Sussex) war ein britischer Seeoffizier der Royal Navy, der unter anderem 1982 Kommandeur der Einsatzgruppe (Task Force) während des Falklandkrieges sowie als Admiral zwischen 1987 und 1989 Oberkommandierender des Marineheimatkommandos (Commander-in-Chief, Naval Home Command) war.

## Leben

### Ausbildung zum Seeoffizier und Falklandkrieg

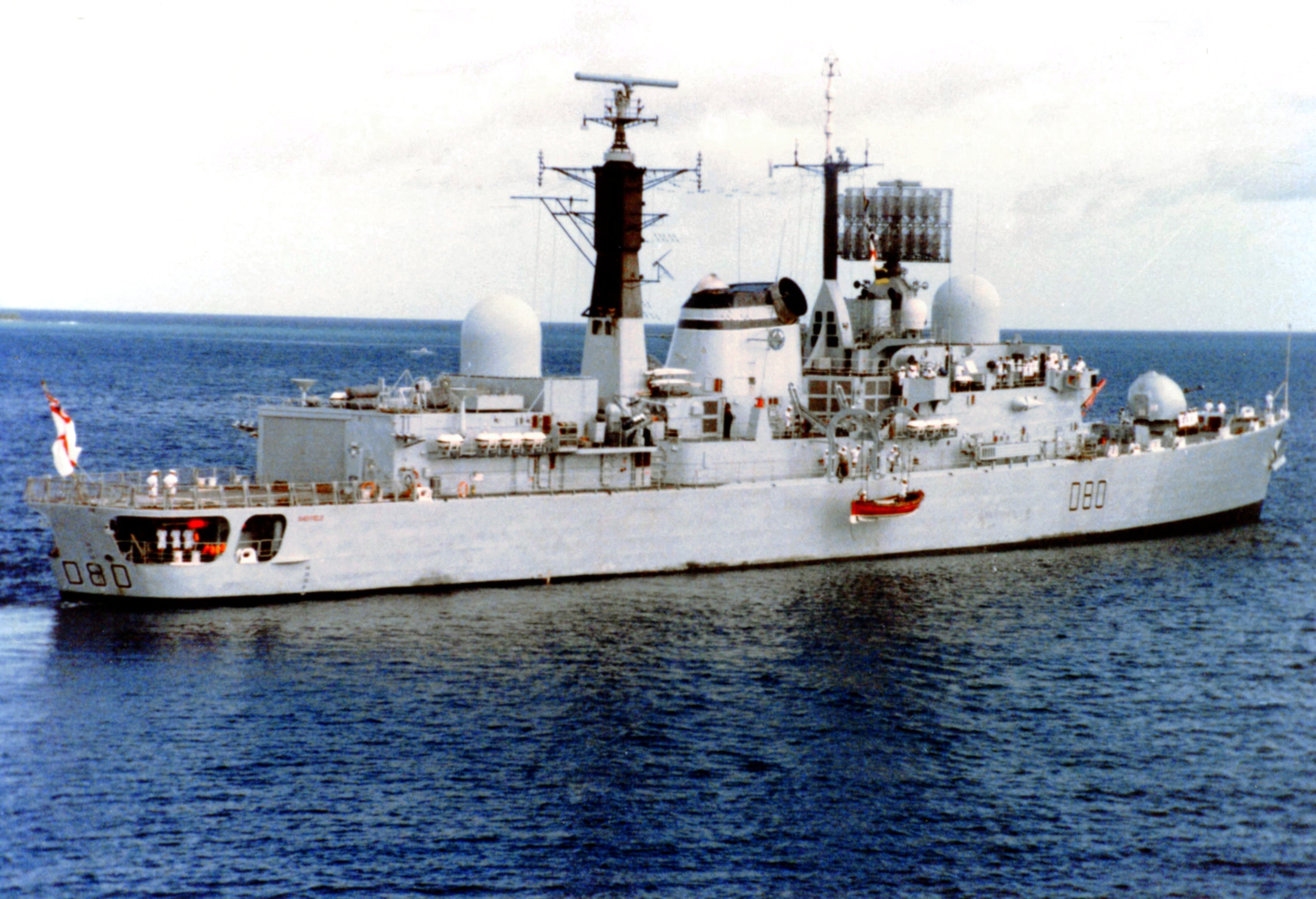
Kapitän zur See Sandy Woodward war von 1976 bis 1978 Kommandant des Zerstörers Sheffield, der am 10. Mai 1982 während des Falklandkrieges sank.

John Forster „Sandy“ Woodward, Sohn von T. Woodward and M. B. M. Woodward, besuchte die Stubbington House School und absolvierte eine Ausbildung zum Seeoffizier am Britannia Royal Naval College. Er trat nach deren Abschluss 1946 als Sub-Lieutenant in die Royal Navy ein und fand in den folgenden Jahrzehnten zahlreiche Verwendungen als Seeoffizier und Stabsoffizier. 1954 wurde er zum Lieutenant befördert. Er war unter anderem Kommandant der U-Boote Tireless (1960 bis 1961), Grampus (1964 bis 1965) und Warspite (1969). 1972 zum Captain befördert war er im Verteidigungsministerium (Department of Defence) zwischen September 1972 und Juni 1974 stellvertretender Chef der Planungsabteilung (Deputy Director of Plans). Nach einer darauf folgenden Verwendung als Leiter der Ausbildung für U-Boot-Besatzungen war er zwischen November 1976 und Januar 1978 Kommandant des Zerstörers Sheffield. Danach kehrte er ins Verteidigungsministerium zurück und fungierte dort von Juni 1978 bis April 1981 als Leiter der Abteilung Marineplanung (Director of Naval Plans).
Als Rear-Admiral wurde Sandy Woodward im Juli 1981 Kommandeur der Ersten Flottille (Flag Officer, First Flotilla) und verblieb auf diesem Posten bis April 1983. In dieser Verwendung war er vom 2. April 1982 bis 20. Juni 1982 Kommandeur der Einsatzgruppe (Task Force) während des Falklandkrieges und damit neben dem Kommandeur der Landstreitkräfte Major-General Jeremy Moore einer der beiden Kommandeure der britischen Verbände vor Ort, deren Einsätze unter dem Befehl des Oberkommandierenden der Flotte (Commander-in-Chief Fleet) Admiral John Fieldhouse koordiniert wurden. Für seine Verdienste wurde er am 11. Oktober 1982 zum Knight Commander des Order of the Bath (KCB) geschlagen, so dass er fortan den Namenszusatz „Sir“ führte.

### Aufstieg zum Admiral
Im Anschluss löste Woodward als Vice-Admiral im Mai 1983 Vice-Admiral Peter Herbert als Kommandeur der U-Boot-Verbände (Flag Officer, Submarines) ab und verblieb auf diesem Posten bis November 1984, woraufhin Rear-Admiral Richard Heaslip seine Nachfolge antrat. Daraufhin übernahm er im Verteidigungsministerium im Januar 1985 den neu geschaffenen Dienstposten als stellvertretender Chef des Verteidigungsstabes für Einsätze (Deputy Chief of the Defence Staff (Commitments)). Er hatte diesen bis zu seiner Ablösung durch Generalleutnant Antony Walker im April 1987 inne.
Zuletzt wurde Sandy Woodword zum Admiral befördert und übernahm im Oktober 1987 von Admiral Peter Stanford das Amt als Oberkommandierender des Marineheimatkommandos (Commander-in-Chief, Naval Home Command). Er hatte dieses bis zu seinem Eintritt in den Ruhestand im Oktober 1989 inne und wurde dann von Admiral Jeremy Black abgelöst. Am 17. Juni 1989  wurde er zudem zum Knight Grand Cross des Order of the British Empire (GBE) erhoben.
Aus seiner 1960 mit Charlotte Mary McMurtrie geschlossenen Ehe gingen ein Sohn und eine Tochter hervor.

## Veröffentlichung
- One Hundred Days: Memoirs of the Falklands Battle Group Commander, Mitautor Patrick Robinson (1. August 1992, 2. Ausgabe 2003, 3. Ausgabe 2012), HarperCollins, ISBN 0-00-743640-8